# NGC 6558
NGC 6558 ist ein 24.100 Lichtjahre entfernter Kugelsternhaufen im Sternbild Schütze. Der Kugelsternhaufen wurde im Jahr 1834 von dem Astronomen John Herschel mit seinem 18,7-Zoll-Teleskop entdeckt und die Entdeckung später im New General Catalogue verzeichnet.